# Ђердап Унеско геопарк
Ђердап Унеско геопарк налази се у северо-источном делу Републике Србије, уз саму границу са Румунијом, као део светске мреже геопаркова, јединствених, географски целовитих подручја која обухватају локалитете и пејсаже од међународног геолошког значаја и са изузетним природним и културним наслеђем.
Подручје Ђердапа прво је природно добро у Србији уписано на листу UNESCO GLOBAL GEOPARKS одлуком Извршног савета Уједињених нација за образовање, науку и културу – УНЕСКО, донетој на пленарном заседању 10. јула 2020. године.
Простирe се на површини од 1.330km², укључујући подручје Националног парка Ђердап, Ђердапске клисуре и њеног залеђа, делова масива планина Кучај и Мироч. Успостављен је на основу Споразума о сарадњи између Министарства заштите животне средине, Завода за заштиту природе Србије, ЈП „Национални парк Ђердап” и општина Голубац, Мајданпек, Кладово и Неготин, којим је предвиђено да Национални парк буде носилац активности Геопарка.

## Ђердапска клисура
Најзначајнији природни феномен на простору геопарка Ђердапа је, пре свега, сама Ђердапска клисура која је са дужином од преко 100 километара најдужа клисура у Европи и састоји се од четири мање клисуре и три котлине: Голубачка клисура, Kазанска клисура, Љупковска котлина, клисура Госпођин вир, Доњемилановачка котлина, Оршавска котлина и Сипска клисура. На овом простору је Дунав дубоко усекао снажне камене планине Јужних Kарпата, откривши тако изузетне призоре геонаслеђа и показавши геолошку еволуцију Земљине коре на Дунаву од протерозоика до последњег леденог доба. На простору Геопарка станиште имају бројне врсте, међу којима је преко 1000 биљних врста, а старост кречњачких стена већа је од 160 милиона година.
Подручје Ђердапске клисуре, као најдуже клисуре пробојнице у Европи, одликује мрежа клисура, кањона, дубоких увала и локалитета који представљају сведочанства о геолошком и геоморфолошком развоју Земље. Посебно је значајно постојање бројних крашких појава које су заштићена подручја као споменици природе. Најзначајнији међу њима су споменици природе Прерасти у кањону Вратне, Прераст Шупља стена, Тунелска пећина Прераст у кањону Замне и водопад Бледерија, Рајкова пећина, Бигрена акумулација код манастира Тумане и Бигрена акумулација Бели Изворац, који су поред подручја Националног парка „Ђердап” обухваћени геопарком.

## Културолошки значај
О културолошком значају и наслеђу Ђердапа говори миленијумско наслеђе неколико цивилизација које датирају из времена мезолита, пре свега, највеће европско насеље Лепенски вир од око 9500-5500 п.н.е., затим из доба енеолита, о коме сведочи најстарији рудник у Европи Рудна глава код Мајданпека од око 5000 година пре нове ере, као и из римског, византијског и турског периода Трајанова табла, Голубачки град, тврђаве Фетислам и Диана, а ту су и традиционалне куће, цркве и манастири.